# DuckTales (2017)
DuckTales - Os Caçadores de Aventuras (português brasileiro) ou PatoAventuras (português europeu) (em inglês:  DuckTales) é uma série animada estaduniense produzida pela Disney XD Original desenvolvida por Matt Youngberg e Francisco Angones originalmente para o Disney XD, e depois para o Disney Channel. Produzido pela Disney Television Animation, a série é um reboot da série original de 1987 com o mesmo nome.
A primeira temporada é composta por 24 episódios (sendo 22 normais e 2 especiais) e estreou a 12 de agosto, no Disney XD dos Estados Unidos. A série estreou a 11 de novembro de 2017 no Disney Channel Portugal. Enquanto, que no Brasil, o primeiro episódio da série foi lançado em 4 de fevereiro de 2018, simultaneamente  nos canais Disney Channel, Disney XD, Disney Junior e no extinto bloco Mundo Disney do SBT, além de uma transmissão via streaming no Facebook do Disney Channel, e a série completa em março do mesmo ano.
A 21 de setembro de 2018, a série foi renovada para uma 3ª temporada,que estreou no dia 4 de abril de 2020
Em 2 de dezembro de 2020 foi confirmado pela Disney que a série havia sido cancelada, e que os últimos episódios serão lançados em 2021.

## Sinopse
Depois de uma briga que durou mais de 10 anos, o Pato Donald entra em contato com o seu tio Patinhas e pede que ele cuide de seus sobrinhos-netos Huguinho, Zezinho e Luisinho por um dia, já que Donald conseguiu um emprego novo e terá que se afastar. A presença dos recém-chegados na Mansão McPato  reavivou o espírito de aventura de Patinhas levando o grupo a realizar muitas novas expedições de caça ao tesouro, enquanto os sobrinhos e sua nova amiga, Patrícia VanderPato, tentam descobrir o real motivo do afastamento  por parte de Donald e Patinhas e o também o porque do misterioso  sumiço de Dumbela Pato, a mãe dos meninos.

## Personagens: Dobragem/Dublagem
| Personagem                                                  | Voz original         | Temporada    | Temporada             | Dobragem                 | Dublagem              |
| Personagem                                                  | Voz original         | 1            | 2                     | Dobragem                 | Dublagem              |
| Principais                                                  | Principais           | Principais   | Principais            | Principais               | Principais            |
| ----------------------------------------------------------- | -------------------- | ------------ | --------------------- | ------------------------ | --------------------- |
| Tio Patinhas                                                | David Tennant        | Protagonista | Protagonista          | Carlos Vieira de Almeida | Hélio Ribeiro         |
| Pato Donald                                                 | Tony Anselmo         | Protagonista | Protagonista          | Fernando Sousa           | Cláudio Galvan        |
| Dumbela Pato                                                | Paget Brewster       | Participação | Protagonista          | Sofia Brito              | Priscila Amorim       |
| Huguinho Pato                                               | Danny Pudi           | Protagonista | Protagonista          | Alexandre Carvalhoa      | Fabrício Vila Verde   |
| Zezinho Pato                                                | Ben Schwartz         | Protagonista | Protagonista          | Alexandre Carvalhoa      | Felipe Drummond       |
| Luisinho Pato                                               | Bobby Moynihan       | Protagonista | Protagonista          | Alexandre Carvalhoa      | Matheus Perissé       |
| Patrícia VanderPato                                         | Kate Micucci         | Protagonista | Protagonista          | Sandra de Castro         | Ana Elena Bittencourt |
| Capitão Boing                                               | Beck Bennett         | Protagonista | Protagonista          | José Nobre               | Léo Rabelo            |
| Madame Patilda                                              | Toks Olagundoye      | Protagonista | Protagonista          | Susana Farrajota         | Angélica Borges       |
| Vilões                                                      |                      |              |                       |                          |                       |
| Flintheart Glomgold / Pão-Duro Mac Mônei                    | Keith Ferguson       | Presente     | Presente              | José Jorge Duarte        | Élcio Romar           |
| Mark Penas / Mark Bico                                      | Josh Brener          | Presente     | Presente              | Peter Michael            | Alexandre Moreno      |
| Mamãe Metralha                                              | Margo Martindale     | Presente     | Presente              | Mónica Garcez            | Vânia Alexandre       |
| Chico Esperto / Briguento Metralha                          | Eric Bauza           | Presente     | Presente              | Rui de Sá                | Duda Espinoza         |
| Pula / Bruto Metralha                                       | Eric Bauza           | Presente     | Presente              | José Martins             | Malta Júnior          |
| Hambúrguer / Burguer Metralha                               | Eric Bauza           | Presente     | Presente              | Rui Quintas              | Rodrigo Oliveira      |
| Maga Patalógica                                             | Catherine Tate       | Presente     | Presente              | Paula Fonseca            | Sheila Dorfman        |
| Asnésio                                                     | John Gemberling      | Secundário   | Secundário            | Rui Luís Brás            | Gustavo Nader         |
| Patacôncio                                                  | John Hodgeman        | Ausente      | Participação          | Romeu Vala               | Júlio Chaves          |
| Secundários                                                 |                      |              |                       |                          |                       |
| Lena Patalógica                                             | Kimiko Glenn         | Secundária   | Secundária            | Inês Marques             | Natali Pazete         |
| Professor Pardal                                            | Jim Rash             | Secundário   | Secundário            | Rui Quintas              | Marcelo Garcia        |
| Mário Conchinhas Cabrera / Patralhão Quebra-Conchas Cabrera | Lin-Manuel Miranda   | Recorrente   | Recorrente            | Carlos Martins           | Raphael Rossatto      |
| Leopoldo                                                    | David Kaye           | Secundário   | Secundário            | Luís Lobão               | Reinaldo Pimenta      |
| Conselheiros do Patinhas (Irmãos Abutre)                    | Marc Evan Jackson    | Secundário   | Secundário            | Rui Luís Brás            | Carlos Gesteira       |
| Dona Peninhas / Dona Cotinha                                | Susane Blakeslee     | Secundária   | Secundária            | Maria João Miguel        | Bia Barros            |
| Dora Cintilante                                             | Allison Janney       | Recorrente   | Secundária            | Helena Montez            | Mariângela Cantú      |
| Darkwing Duck (Drake Mallard)                               | Chris Diamantopoulos | Secundário   | Secundário            | Luís Nascimento          | Ricardo Schnetzer     |
| Silva                                                       | James Adomian        | Secundário   | Secundário            |                          |                       |
| Recorrentes                                                 |                      |              |                       |                          |                       |
| Ganso Gastão                                                | Paul F. Tompkins     | Participação | Participação          | Carlos Martins           | Philippe Maia         |
| Peninha                                                     | Tom Kenny            | Ausente      | Recorrente            | Pedro Leitão             | Jorge Lucas           |
| Panchito                                                    | Arturo del Puerto    | Ausente      | Participação          | Carlos Martins           | Fernando Lopes        |
| Zé Carioca                                                  | Bernardo de Paula    | Ausente      | Participação          | Ricardo Monteiro         | Sérgio Stern          |
| Professor Ludovico Von Pato                                 | Corey Burton         | Recorrente   | Recorrente            | Pedro Leitão             | Sérgio Stern          |
| Donilda O'Pata                                              | Ashley Jensen        | Recorrente   | Participação por Foto | Sofia Cruz               | Carmen Sheila         |
| Fergus McPato                                               | Graham McTavish      | Recorrente   | Participação por Foto | Mário Bomba              | André Belizar         |
| Capitão Gancho                                              | Keith Ferguson       | Recorrente   | Ausente               | Paulo B.                 |                       |
| Gabby McEspada / Gabby McEspadason                          | Jennifer Hale        | Recorrente   | Recorrente            | Mónica Garcez            |                       |
| Falcão Graves / Falcão Covas                                | Robin Atkin Downes   | Recorrente   | Ausente               | Rómulo Fragoso           | Gutemberg Barros      |
| Amunet                                                      | Cree Summer          | Recorrente   | Recorrente            | Catarina Lowndes         | Miriam Ficher         |
| Sabaf                                                       | Bassem Youssef       | Secundário   | Ausente               | Mário Bomba              | Duda Espinoza         |
| Toth-Ra                                                     | Bassem Youssef       | Recorrente   | Ausente               | Mário Redondo            | Marcio Dondi          |
| Outros                                                      |                      |              |                       |                          |                       |
| Sapo Liu Hai                                                | B.D. Wong            | Participação | Ausente               | Afonso Lagarto           | Dário de Castro       |
| Darkwing Duck/Negaduck (Jim Starling)                       | Jim Cummings         | Recorrente   | Recorrente            | Carlos Macedo            | Glauco Marques        |
| Liquidator                                                  | Corey Burton         | Participação | Ausente               |                          |                       |
| Quackerjack / Patoringa                                     | Michael Bell         | Participação | Ausente               | Ricardo Monteiro         | Paulo Porto           |
| Megavolt                                                    | Keith Ferguson       | Participação | Ausente               | Sérgio Calvinho          | Carlos Silveira       |

↑a  Luís Ganito era o dublador original, no entanto, teve que abandonar a série por causa das gravações de Jogo Duplo.

### Créditos de Dobragem/Dublagem
| Créditos da Dobragem | Portugal |
| -------------------- | --- |
| Tema de abertura     | "Patos" por Soraia Tavares |
| Tradução de diálogos | André Silva |
| Direção de dobragem  | Sandra de Castro |
| Tradução lírica      | André Silva |
| Direção musical      | Pedro Gonçalves |
| Vozes adicionais     | Carlos Macedo, Gonçalo Carvalho, Inês Pereira, Marta Mota, Michel Simeão, Miguel Sousa, Pedro Bargado, Rui Paulo, Sofia Cruz, Tomás Alves |
| Estúdio de dublagem  | SDI Media S.A |

| Créditos da Dublagem | Brasil                                         |
| -------------------- | ---------------------------------------------- |
| Tema de abertura     | "DuckTales" por Ivete Sangalo                  |
| Tradução             | Luiz Tavares                                   |
| Direção de dublagem  | Sérgio Cantú / Thiago Longo                    |
| Direção musical      | Nandu Valverde                                 |
| Adaptação musical    | Mariana Elisabetsky                            |
| Vocais               | Hosana Anjos, Tarsila Amorim, Marina Sirabello |
| Direção de criação   | Raul Aldana                                    |
| Estúdio de dublagem  | TV Group Digital Brasil / Visom Digital        |

## Episódios
| Temporada | Temporada | Episódios | Exibição original     | Exibição original      | Exibição em Portugal   | Exibição em Portugal   | Exibição no Brasil     | Exibição no Brasil     |
| Temporada | Temporada | Episódios | Estreia de temporada  | Final de temporada     | Estreia de temporada   | Final de temporada     | Estreia de temporada   | Final de temporada     |
| --------- | --------- | --------- | --------------------- | ---------------------- | ---------------------- | ---------------------- | ---------------------- | ---------------------- |
|           | 1         | 25        | 12 de agosto de 2017  | 18 de agosto de 2018   | 11 de novembro de 2017 | 30 de novembro de 2018 | 4 de fevereiro de 2018 | 23 de dezembro de 2018 |
|           | 2         | 25        | 20 de outubro de 2018 | 12 de setembro de 2019 | 6 de maio de 2019      | 17 de abril de 2020    | 23 de dezembro de 2018 | 23 de maio de 2020     |
|           | 3         | 25        | 4 de abril de 2020    | 15 de março de 2021    | 29 de outubro de 2021  | 21 de julho de 2022    | 1 de junho de 2020     | 11 de junho de 2021    |

## História em Quadrinhos
Uma revista em quadrinhos baseada na série está a ser publicada pela IDW Publishing, com os roteiros de Joe Caramagna. A Revista Ducktales #0 foi lançada a 19 de julho de 2017 e a primeira edição da série mensal a 27 de setembro do mesmo ano.
No Brasil, uma revista foi lançada em fevereiro de 2018 pela Abril Jovem simultaneamente com o lançamento da série no país, logo em seguida, a editora também disponibilizou na plataforma digital Social Comics. Em 2019, edições encadernadas passaram a ser publicadas pela Panini Comics.
Em Portugal, a série foi lançada em novembro de 2018 pela editora Goody.